# Анхело Сагаль
Анхело Ніколас Сагаль Тапіа (ісп. Ángelo Nicolás Sagal Tapia, нар. 18 квітня 1993, Талька, Чилі) — чилійський футболіст, нападник кіпрського клубу «Аполлон» (Лімасол).

## Клубна кар'єра
У дорослому футболі дебютував 2011 року виступами за команду клубу «Рейнджерс» (Талька), в якій провів два сезони, взявши участь у 23 матчах чемпіонату.
До складу клубу «Уачіпато» приєднався 2013 року.

## Виступи за збірну
2015 року дебютував в офіційних матчах у складі національної збірної Чилі. Наразі провів у формі головної команди країни 18 матчів, забивши 2 голи.
У складі збірної був учасником розіграшу Кубка конфедерацій 2017 року у Росії.

## Титули і досягнення
- Чемпіонат Угорщини (1):

«Ференцварош»: 2022-23